# Bulgária címere

Bulgária államcímere 1997 óta

Bulgária címerét 1997-ben fogadta el a bolgár parlament. A címerfelirat: Съединението прави силата (Egységben az erő).

## Története
A népköztársaság 1946-os kikiáltása után a jelenlegi címer volt használatban korona nélküli változatban.
1948-ban új, kommunista típusú címert fogadtak el, rajta az 1944. szeptember 9-i kommunista hatalomátvétel dátumával. 
1971-ben e dátum helyére a 681–1944 felirat került (681 a bolgár államalapítás hagyományosan elfogadott – bár megkérdőjelezett – évszáma). A korabeli vicc szerint ez nem címer, hanem gyászkoszorú, melyen a 681–1944 a születés és a halál időpontját jelzi.
A jelenleg is használatban lévő állami címert 1997. augusztus 4-én adoptálták.

## Galéria

Bulgária címere (1879–1880)
A Bolgár Cárság címere (1881–1927)
A Bolgár Cárság címere (1927–1946)
A Bolgár Népköztársaság címere (1946–1948)
A Bolgár Népköztársaság címere (1948)
A Bolgár Népköztársaság címere (1948–1967)
A Bolgár Népköztársaság címere (1967–1971)
A Bolgár Népköztársaság címere (1971–1990)
A Bolgár Köztársaság címere (1990–1997)